# فیبر قالب‌گیری شده

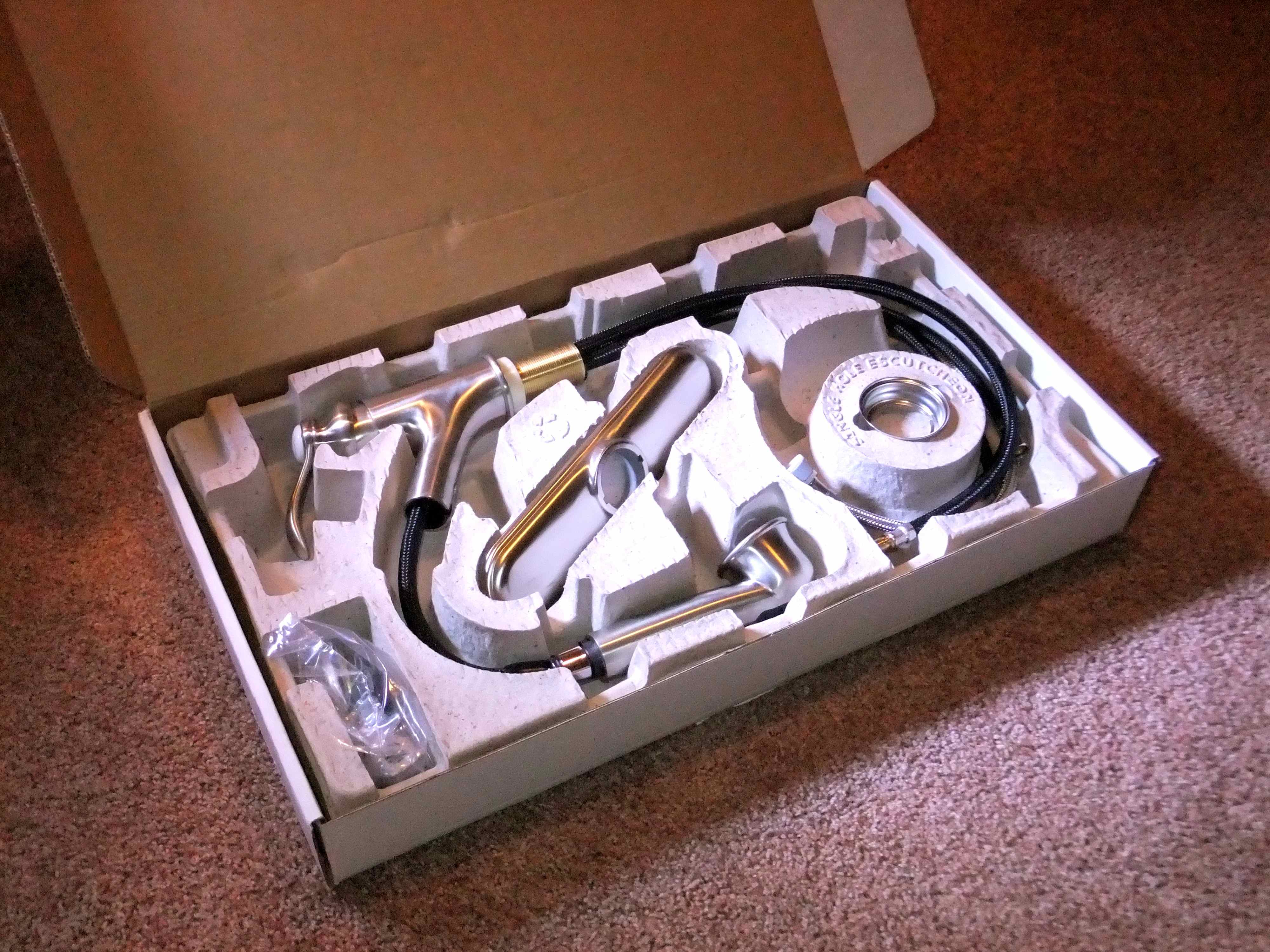
بسته بندی داخلی برای شیر آب یا شیر آب

فیبر قالب‌گیری شده یا  خمیر قالب‌گیری شده یک ماده بسته‌بندی است که معمولاً از مقوای بازیافتی و یا کاغذ روزنامه ساخته می‌شود. این ماده برای بسته‌بندی محافظ یا برای سینی مقوایی و ظروف نوشیدنی استفاده می‌شود. 
برای بسیاری از کاربردها، خمیر قالب‌گیری شده ارزان‌تر از پلی‌استایرن منبسط‌شده (EPS)، پلی‌اتیلن ترفتالات (PET) و پلی‌وینیل کلراید (PVC) شکل‌دهی‌شده با خلاء، موج‌دار کردن و فوم‌ها است.
خمیر قالب‌گیری شده اغلب به عنوان یک ماده بسته‌بندی پایدار در نظر گرفته می‌شود،  همانطور که توسط ائتلاف بسته‌بندی پایدار تعریف شده است، زیرا از مواد بازیافتی تولید می‌شود و پس از چرخه عمر مفید خود می‌تواند دوباره بازیافت شود.